# Dmitri Isaev
Dmitri Isaev (în rusă Дмитрий Алексеевич Исаев) (n. 23 ianuarie 1973, Leningrad) este un actor rus. Printre rolurile lui cele mai cunoscute sunt Marele Duce Aleksandr din serialul Sărmana Nastea (în rusă Бедная Настя, 2003) și Nikolai în Război și pace (în engleză War and peace, 2007).